# Portmore
Portmore – miasto na Jamajce; w aglomeracji Kingston; w regionie Saint Catherine, w 2013 roku liczyło prawie 159,5 tys. mieszkańców. Trzecie co do wielkości miasto kraju.
W mieście rozwinął się przemysł spożywczy, drzewny oraz odzieżowy.